# چاووش ۸

جلد کاست چاووش ۸

چاووش ۸ نام آلبومی است با صدای شهرام ناظری و سیما بینا که با همکاری گروه شیدا با سرپرستی محمدرضا لطفی ساخته شد.

## توضیح اثر

### هنرمندان
- آواز شهرام ناظری
- آواز سیما بینا
- آهنگساز محمدرضا لطفی

#### اعضای گروه شیدا
- محمدرضا لطفی
- پشنگ کامکار
- عبدالنقی افشارنیا
- زیدالله طلوعی
- بیژن کامکار
- هادی منتظری
- مجید درخشانی
- محمدجمال سماواتی
- ارژنگ کامکار

### فهرست

#### روی الف
در گوشه شوشتری اجرا شده است. (تابستان ۱۳۵۹)
- شعر آواز از مثنوی بانگ نی از ه.ا.سایه
- موسیقی : محمدرضا لطفی
- شعر تصنیف کاروان شهید از محمد ذکایی
- تکنواز نی: عبدالنقی افشارنیا

#### روی ب
در آواز اصفهان اجرا شده است. (تیر ۱۳۶۰)
- تکنوازی تار: محمدرضا لطفی

## منبع
- تارنمای شهرام ناظری بایگانی‌شده  در ۱۰ مه ۲۰۱۲ توسط Wayback Machine